# مایکل آکینو

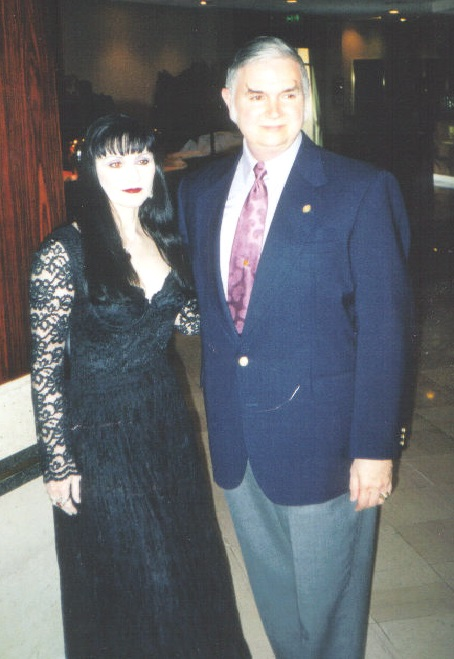
مایکل آکینو و همسرش (۱۹۹۹ لس آنجلس)

مایکل آکینو (Michael Aquino) متولد ۱۸ اکتبر ۱۹۴۶ یکی از بنیانگذاران «معبد سِت» (سازمان جدا شده از کلیسای شیطان) است.
همچنین او در ارتش و سازمان سیا (CIA) مشغول فعالیت بوده است.
وی به خاطر اختلافات عقیدتی اش با انتان لاوی، معبد ست را در ۱۹۷۵ تأسیس کرد.